# Forschungsgemeinschaft Deutscher Werkzeug- und Formenbauer
Die Forschungsgemeinschaft Deutscher Werkzeug- und Formenbauer ist ein gemeinnütziger Verein, der der Förderung von Wissenschaft und Forschung auf den Gebieten des Werkzeug-, Formen- und Schnittbaus dienen soll. Mitglieder sind vorrangig kleine und mittlere Unternehmen, die auf diesen Gebieten tätig sind. Die FDWF wurde durch den Verband Deutscher Werkzeug- und Formenbauer (VDWF) initiiert und ist Mitglied in der Arbeitsgemeinschaft industrieller Forschungsvereinigungen (AiF).

## Organisation
Die FDWF ist ein eingetragener Verein mit Sitz in Schwendi. Die bis zu drei Vorstandsmitglieder werden von der Mitgliederversammlung für die Dauer von fünf Jahren gewählt. An der Spitze der FDWF steht derzeit als Präsident Thomas Seul, Professor an der Hochschule Schmalkalden, Fakultät Maschinenbau. 1. stellvertretende Vorsitzende für den Bereich Spritzgussformenbau ist Anna Tschacha, Geschäftsführerin Deckerform Produktionssysteme; 2. stellvertretender Vorsitzender für den Bereich Stanz-, Biege- und Umformwerkzeugbau ist Mario Kiefer, Geschäftsführer Kiefer. Geschäftsführer ist Ralf Dürrwächter.
Damit gewährleistet ist, dass Forschungsvorhaben nach den Bedürfnissen der Unternehmen der Branche auf wissenschaftlichem Niveau geplant, überwacht und ausgewertet werden können, verfügt die Forschungsgemeinschaft über einen Innovationsbeirat. Dieser entscheidet über Forschungsprojekte und setzt sich vor allem aus den Gründungsmitgliedern der FDWF und den Arbeitskreisleitern des VDWF zusammen. Als zweites Gremium mit beratender Aufgabe fungiert das Wissenschafts-Kuratorium, das sich neben dem Vorstand und dem Geschäftsführer aus den wissenschaftlichen Mitgliedern der FDWF zusammensetzt.

## Mitglieder
Bei ihrer Gründung hatte die FDWF 25 Mitglieder. Mittlerweile ist die Anzahl der Mitglieder auf 49 angewachsen (Stand: September 2024). Die Mitglieder sind vorrangig kleine und mittlere Unternehmen aus den Gebieten des Werkzeug-, Formen- und Schnittbaus.

## Profil und Aufgaben
Die FDWF hat es sich zum Ziel gemacht, die Unternehmen der Branche zu unterstützen und über vorwettbewerbliche Forschung und Entwicklung die Innovationskraft und die internationale Konkurrenzfähigkeit des Werkzeug-, Formen- und Schnittbaus zu sichern. Die Ressourcen der mittelständisch geprägten Branche sollen durch die Vernetzung der Werkzeugmacher gebündelt werden. Der grundsätzliche Zweck des gemeinnützigen Vereins ist die Förderung von Wissenschaft und Forschung, wobei der Fokus insbesondere auf mittelstandsbezogener Gemeinschaftsforschung liegt. Kleine und mittlere Unternehmen sollen dabei unterstützt werden, langfristig ihre Konkurrenzfähigkeit auf globaler Ebene zu sichern, wo sie sich auch gegen Großunternehmen mit mehreren tausend Mitarbeitern behaupten müssen.
Um dies zu erreichen, werden insbesondere wissenschaftliche Forschungsvorhaben gefördert und initiiert. Weiterhin fördert die FDWF industrielle Gemeinschaftsforschung und kümmert sich um die Bewilligung von Zuschüssen zur Lösung wissenschaftlicher und technischer Aufgaben.
Ein weiteres Anliegen der FDWF ist es, wissenschaftliche Fortschritte und praktische Erfahrungen vermehrt der Öffentlichkeit zugänglich zu machen sowie diese auch in die Branche zu transferieren. Dies geschieht unter anderem auch über Fachtagungen, Seminare, Vorträge oder Ausstellungen. In die Arbeitsgemeinschaft industrieller Forschungsvereinigungen (AiF) wurde die FDWF als 101. Mitglied aufgenommen, um dort die bis dahin noch offene Lücke einer Forschungsgemeinschaft im Werkzeug-, Formen- und Schnittbau zu füllen.
Als einzige Forschungsgemeinschaft, an die Universitäten und andere Forschungseinrichtungen Anträge zur vorwettbewerblichen Forschung auf dem Gebiet des Werkzeug-, Formen- und Schnittbaus stellen können, erfüllt die FDWF in Deutschland eine wichtige Aufgabe. Wenn ein Antrag die Förderrichtlinie Industrielle Gemeinschaftsforschung des Bundesministeriums für Wirtschaft und Klimaschutz (BMWK) erfüllt, reicht die FDWF ihn an den DLR Projektträger weiter, wo er begutachtet und bewertet wird. Auf dem Weg zur Verteilung von Forschungsgeldern des Bundes durch den DLR Projektträger stellt die FDWF also einen notwendigen Zwischenschritt dar. Insgesamt stellte der Bund der FDWF 2024 für die industrielle Gemeinschaftsforschung (IGF) rund 200 Millionen Euro an Fördermitteln zur Verfügung.

## Forschungsprojekte
2024 konnte die FDWF die Bewilligung eines ersten Forschungsprojekts durch den DLR Projektträger verzeichnen. Für das Forschungsprojekt „ExAM – Extrusionswerkzeuge auf Basis von Additive Manufacturing“ wird der Bund insgesamt über eine halbe Million Euro Fördermittel zur Verfügung stellen. Das Projekt läuft vom 1. August 2024 bis 31. Juli 2026.
Ebenfalls 2024 wurden zwei weitere Forschungsprojekte bewilligt: „EWAM – Effizienter Werkzeugbau mit Additiver Fertigung“ (Fördervolumen: über 200.000 Euro, Laufzeit: 1. Oktober 2024 bis 30. September 2026) und „Robust – Verschleißfeste, optisch strukturierte Werkzeugbeschichtungen zur Erzeugung hochwertig anmutender Kunststoffkomponenten aus Recyclingmaterialien“ (Fördervolumen: fast 700.000 Euro, Laufzeit: 1. Oktober 2024 bis 30. September 2026).